# Valve Corporation
 (septembre 2016).
Si vous disposez d'ouvrages ou d'articles de référence ou si vous connaissez des sites web de qualité traitant du thème abordé ici, merci de compléter l'article en donnant les références utiles à sa vérifiabilité et en les liant à la section « Notes et références ».
Pour les articles homonymes, voir valve.
Valve Corporation est un studio américain de développement, un éditeur et un distributeur de jeux vidéo basé à Bellevue, dans l'État de Washington. Valve est devenu célèbre après la sortie de son premier jeu, Half-Life, en novembre 1998. Le studio a prolongé le succès d'Half-Life en développant des modifications (apocope 'mod's), des séries dérivées (spin-off en anglais) et des jeux, parmi lesquels on compte Half-Life 2, Counter-Strike, Team Fortress, Portal, Portal 2 et Dota 2. Valve est également connu pour être le précurseur et chef de file (leader en anglais) dans la distribution numérique de contenus de jeux vidéo, avec sa plateforme Steam.

## Histoire
Valve est à l'origine un studio de développement de jeux vidéo créé en 1996 par Gabe Newell et Mike Harrington, deux informaticiens qui ont passé respectivement 13 et 9 ans chez Microsoft. Ils décidèrent de recruter une équipe composée de jeunes développeurs (moddeurs en anglais) et d'amateurs doués dans leur domaine. En partenariat avec l'éditeur Sierra On-Line, le développeur se lance dans la conception de son premier jeu Half-Life. Le jeu sort le 19 novembre 1998. Le 12 septembre 2003 marque le lancement de Steam, plateforme servant initialement à distribuer des mises à jour pour Counter-Strike, avant de se diversifier en 2005 dans la vente de jeux vidéo dématérialisés. Le 10 janvier 2008, Valve a annoncé le rachat de Turtle Rock Studios.
En avril 2018, Valve rachète le studio Campo Santo, qui a développé Firewatch. Les 12 membres de l'équipe quittent alors San Francisco pour s'installer dans les locaux de Valve à Seattle.
Malgré l'invasion russe de l'Ukraine en 2022 et les sanctions internationales imposées à la Russie, Valve Corporation a continué de fournir des services au pays, suscitant des critiques pour avoir soutenu l'économie russe et entravé l'influence des sanctions internationales. Valve n'a pas abordé publiquement le conflit, et l'utilisation de la plateforme en Russie a été compliquée uniquement par la suspension des services par les fournisseurs de paiement. À partir de janvier 2024, une recherche de la Yale School of Management, qui a évalué la réaction des entreprises à l'invasion russe, a classé Valve dans la catégorie « Grade F » de « Digging In », ce qui signifie « Défier les demandes de cessation ou de réduction des activités ».
Le 3 septembre 2024, une partie de l'effectif du studio Hopoo Games (développeur de la licence Risk of Rain), dont l'un des cofondateurs, est avalée par Valve,.

## Jeux
| Nom                              | Date | Type            | Plateformes | Plateformes | Plateformes     | Plateformes | Plateformes | Plateformes | Plateformes | Plateformes | Plateformes | Plateformes | Plateformes               | Plateformes     | Plateformes |
| Nom                              | Date | Type            | Windows     | Mac         | Linux / SteamOS | Xbox        | PS2         | Xbox 360    | PS3         | Xbox One    | PS4         | iOS         | Android                   | Nintendo Switch |             |
| -------------------------------- | ---- | --------------- | ----------- | ----------- | --------------- | ----------- | ----------- | ----------- | ----------- | ----------- | ----------- | ----------- | ------------------------- | --------------- | ----------- |
| Half-Life                        | 1998 | FPS             |             |             |                 |             |             |             |             |             |             |             | Non-Officiellement (Xash) |                 |             |
| Half-Life: Opposing Force        | 1999 | FPS             |             |             |                 |             |             |             |             |             |             |             | Non-Officiellement (Xash) |                 |             |
| Team Fortress Classic            | 1999 | FPS             |             |             |                 |             |             |             |             |             |             |             | Non-Officiellement (Xash) |                 |             |
| Ricochet                         | 2000 | FPS             |             |             |                 |             |             |             |             |             |             |             |                           |                 |             |
| Counter-Strike                   | 2000 | FPS             |             |             |                 |             |             |             |             |             |             |             | Non-Officiellement (Xash) |                 |             |
| Half-Life: Blue Shift            | 2001 | FPS             |             |             |                 |             |             |             |             |             |             |             | Non-Officiellement (Xash) |                 |             |
| Deathmatch Classic               | 2001 | FPS             |             |             |                 |             |             |             |             |             |             |             |                           |                 |             |
| Day of Defeat                    | 2003 | FPS             |             |             |                 |             |             |             |             |             |             |             |                           |                 |             |
| Counter-Strike: Source           | 2004 | FPS             |             |             |                 |             |             |             |             |             |             |             |                           |                 |             |
| Half-Life 2                      | 2004 | FPS             |             |             |                 |             |             |             |             |             |             |             | Non Officiellement        |                 |             |
| Half-Life 2: Deathmatch          | 2004 | FPS             |             |             |                 |             |             |             |             |             |             |             |                           |                 |             |
| Half-Life: Source                | 2004 | FPS             |             |             |                 |             |             |             |             |             |             |             |                           |                 |             |
| Day of Defeat: Source            | 2005 | FPS             |             |             |                 |             |             |             |             |             |             |             |                           |                 |             |
| Half-Life 2: Lost Coast          | 2005 | FPS             |             |             |                 |             |             |             |             |             |             |             |                           |                 |             |
| Half-Life Deathmatch: Source     | 2006 | FPS             |             |             |                 |             |             |             |             |             |             |             |                           |                 |             |
| Half-Life 2: Episode One         | 2006 | FPS             |             |             |                 |             |             |             |             |             |             |             |                           |                 |             |
| Half-Life 2: Episode Two         | 2007 | FPS             |             |             |                 |             |             |             |             |             |             |             |                           |                 |             |
| Portal                           | 2007 | FPS / Réflexion |             |             |                 |             |             |             |             |             |             |             |                           |                 |             |
| Team Fortress 2                  | 2007 | FPS             |             |             |                 |             |             |             |             |             |             |             |                           |                 |             |
| Left 4 Dead                      | 2008 | FPS             |             |             |                 |             |             |             |             |             |             |             |                           |                 |             |
| Left 4 Dead 2                    | 2009 | FPS             |             |             |                 |             |             |             |             |             |             |             |                           |                 |             |
| Alien Swarm                      | 2010 | Shoot them up   |             |             |                 |             |             |             |             |             |             |             |                           |                 |             |
| Portal 2                         | 2011 | FPS / Réflexion |             |             |                 |             |             |             |             |             |             |             |                           |                 |             |
| Counter-Strike: Global Offensive | 2012 | FPS             |             |             |                 |             |             |             |             |             |             |             |                           |                 |             |
| Dota 2                           | 2013 | MOBA            |             |             |                 |             |             |             |             |             |             |             |                           |                 |             |
| The Lab                          | 2016 | Aventure        |             |             |                 |             |             |             |             |             |             |             |                           |                 |             |
| Artifact                         | 2018 | Jeu de cartes   |             |             |                 |             |             |             |             |             |             |             |                           |                 |             |
| Dota Underlords                  | 2019 | Jeu de tactique |             |             |                 |             |             |             |             |             |             |             |                           |                 |             |
| Half-Life: Alyx                  | 2020 | FPS             |             |             |                 |             |             |             |             |             |             |             |                           |                 |             |
| Aperture Desk Job                | 2022 | Action          |             |             |                 |             |             |             |             |             |             |             |                           |                 |             |
| Counter-Strike 2                 | 2023 | FPS             |             |             |                 |             |             |             |             |             |             |             |                           |                 |             |
| Deadlock                         | NC   | MOBA / TPS      |             |             |                 |             |             |             |             |             |             |             |                           |                 |             |

## Moteur de jeu Source
Après le succès d'Half-Life premier du nom (9,3 millions de vente dans le monde), l'équipe menée par Keiran Wright s'est concentrée sur la création de mods, spin-offs, et suites, incluant Half-Life 2. Tous les jeux de Valve sont aujourd'hui basés sur son moteur de jeu Source. La société a développé 6 séries de jeux : Half-Life, Team Fortress, Portal, Counter-Strike, Left 4 Dead et Day of Defeat. Valve est réputé pour son support dans la communauté de modding de ses jeux, avec en bonne place : Counter-Strike, Team Fortress, et Day of Defeat. Valve a continué dans cette voie en offrant aux joueurs Dota 2, la suite stand-alone du mod de Warcraft III: Reign of Chaos. La genèse de chacun de ces jeux a débuté par un mod créé par un tiers, que Valve a acquis et développé pour en faire un jeu complet. Ils distribuent aussi des mods créés par la communauté sur Steam.

## Steam
La société est également à l'origine de la plate-forme d'acquisition en ligne de jeux vidéo Steam. Il s'agit d'un logiciel disponible sur Windows, Linux, et Macintosh (couplé à un site internet) qui permet de s'inscrire puis d'acheter (via une transaction sécurisée) et de télécharger des jeux ainsi que des logiciels parmi le catalogue de Valve, mais également de nombreux autres éditeurs. Entre autres avantages du système, il y a la mise à jour constante et automatique des jeux, la mise à disposition de nombreux outils communautaires et de nombreuses offres très régulières.
En 2013, Valve a annoncé l'arrivée des Steam Machines, un ensemble d'ordinateurs de jeu assemblés dans des boîtiers ressemblant pour la plupart fortement aux consoles de salon traditionnelles, et fonctionnant sous SteamOS, un système d'exploitation dérivé de Debian, une distribution Linux, qui intègre Steam, lancé au démarrage des Steam Machines en mode Big Picture, une interface totalement contrôlable à la manette. Valve annonce un peu plus tard, la même année, l'arrivée du Steam Controller, une manette de jeu spécialement étudiée pour permettre de jouer aux jeux prévus pour clavier/souris. Cette manette sera vendue seule ou avec certaines Steam Machines. Valve donne également la possibilité de créer sa propre Steam Machine, en permettant d'installer SteamOS sur n'importe quel ordinateur personnel.

## Esports
Via ses réalisations Counter-Strike: Global Offensive et DotA 2, Valve est un acteur important du sport électronique. Ils organisent d'ailleurs eux-mêmes The International, un championnat annuel sur DotA 2 réputé pour ses récompenses records. En 2014, une affaire de matches arrangés via des sites de paris est révélée au grand jour ; pour la première fois, Valve intervient et bannit à vie les joueurs de "toute compétition nécessitant Steam". En 2015, un sénateur australien met en doute la légalité de la plate-forme Steam, laquelle pourrait contrevenir aux lois sur les paris déguisés. En juillet 2016, Valve prend des sanctions contre divers sites de paris en rapport avec Counter-Strike: Global Offensive, en en faisant fermer certains ; cependant, le gouvernement américain met en cause la responsabilité de Valve dans ces paris, via la Washington State Gambling Commission (en).

## Organisation horizontale
Valve fonctionne selon une structure organisationnelle horizontale sans patron et utilise un système d'allocation ouverte (par exemple les bureaux qui ont des roulettes permettent à chaque employé de choisir par lui-même l'endroit et les personnes avec lesquels il veut partager son expertise et contribuer à la création du produit de l'entreprise qui l’intéresse et le motive).

## Logo

Logo entre 1996 et 2018.
Logo depuis 2018.